# Горобина звичайна
Гороби́на звича́йна (Sorbus aucuparia) — вид роду горобина. Місцеві назви — горобина, скорушина, скорух, юд (лемківське), юдина.

## Етимологія
Українське горобина вважають похідним від праслов'янських форм *arębina, *ěrębina, *erębina, *rębina («горобина»), утворених від *arębъ, *ěrębъ, *erębъ, *rębъ («куріпка», «орябок», «горобина»), що мало давнішу форму *aremb(h). Схожість праслов'янських назв птахів і рослини пояснюють тим, що вони походять від того ж праіндоєвропейського кореня *ereb(h)-/*oro(b)h- («тварина або рослина темного або червоного кольору»), який у праслов'янському діалектному ареалі набув значення «тварина або рослина кольору неоднорідного, строкатого». В українській ранішими формами є «рябина» й «орябина» (пор. біл. рабіна, рос. рябина, чеськ. jeřáb, jeřabina, пол. jarząb, jarzębina, в.-луж. wjerjebina, н.-луж. jeŕebina), появу варіанту «горобина» пояснюють або характером «г» як протетичного, або зближенням назви дерева зі словом «горобець».
За старих часів горобині приписували магічні властивості. Стародавні кельти вважали її надійною захисницею від пристріту і псування, всіляких бід. Пагонами і зрілими плодами горобини прикрашали житла, використовували як оберіг; в'ялені, мочені або зварені в меду ягоди подавали до столу, а порошок з сухих плодів додавали в борошно. Горобина — північна культура, тому спокійно переносить зниження температури до -50.

## Загальна біоморфологічна характеристика
Невисоке дерево або кущ родини трояндових до 15 м заввишки з гладенькою сірою корою та густою кроною. Молоді гілочки сірувато-червоні, запушені, з великими пухнастими бруньками. Листки запушені (10-20 см завдовжки), чергові, непарноперисті, складаються з 9—15 ланцетних або довгастих, загострених, зубчастих по краю листочків. Квітки численні, зібрані в складні щиткоподібні суцвіття, всі частини яких запушені. Квітколоже, урноподібної форми, шерстисто-повстисте або голе; чашечка з п'ятьма широкотрикутними війчастими чашолистками. Віночок білий (0,8-1,5 см у діаметрі), пелюсток п'ять, тичинок багато, маточка одна, стовпчиків три, зав'язь нижня. Плід — яблуко. Кулястий, оранжево-червоний.
Горобина — морозостійка тіньовитривала дерево або чагарник сімейства розоцвітих, виростає до 10 м, ширина крони досягає 6 м. Коренева система потужна, глибоко проникає в ґрунт. Горобина живе більше ста років. Декоративність дереву надають складно-подовжені шкірясті листя, що складаються з невеликих загострених листочків: яскраво-зелених влітку, жовто-багряних восени. Пізньої весни дерево прикрашено букетами ароматних біло-рожевих або кремових квітів. А з середини літа до кінця зими — оранжево-червоними кетягами ягід. Плоди в'яжучі, кисло-солодкі, з гірким присмаком, багаті вітамінами і мікроелементами.

## Розмноження
Горобину розмножують кількома способами: насінням, щепленням, пагонами, відводками. Особливості, які треба враховувати, є у кожного методу. З насіння виростають дерева з непередбачуваними якостями, які цвісти і плодоносити починають пізніше. Дерева, що повторюють властивості материнської форми, вирощують насінням таких видів і сортів, як Бурка, Невежінская, моравська, фінська, бузінолістная і деяких інших. Горобини, отримані схрещуванням, розмножують щепленнями. Прищеплюють на звичайну горобину або глід. Найкращий підщепу для горобини домашньої — дичка груші.

## Поширення

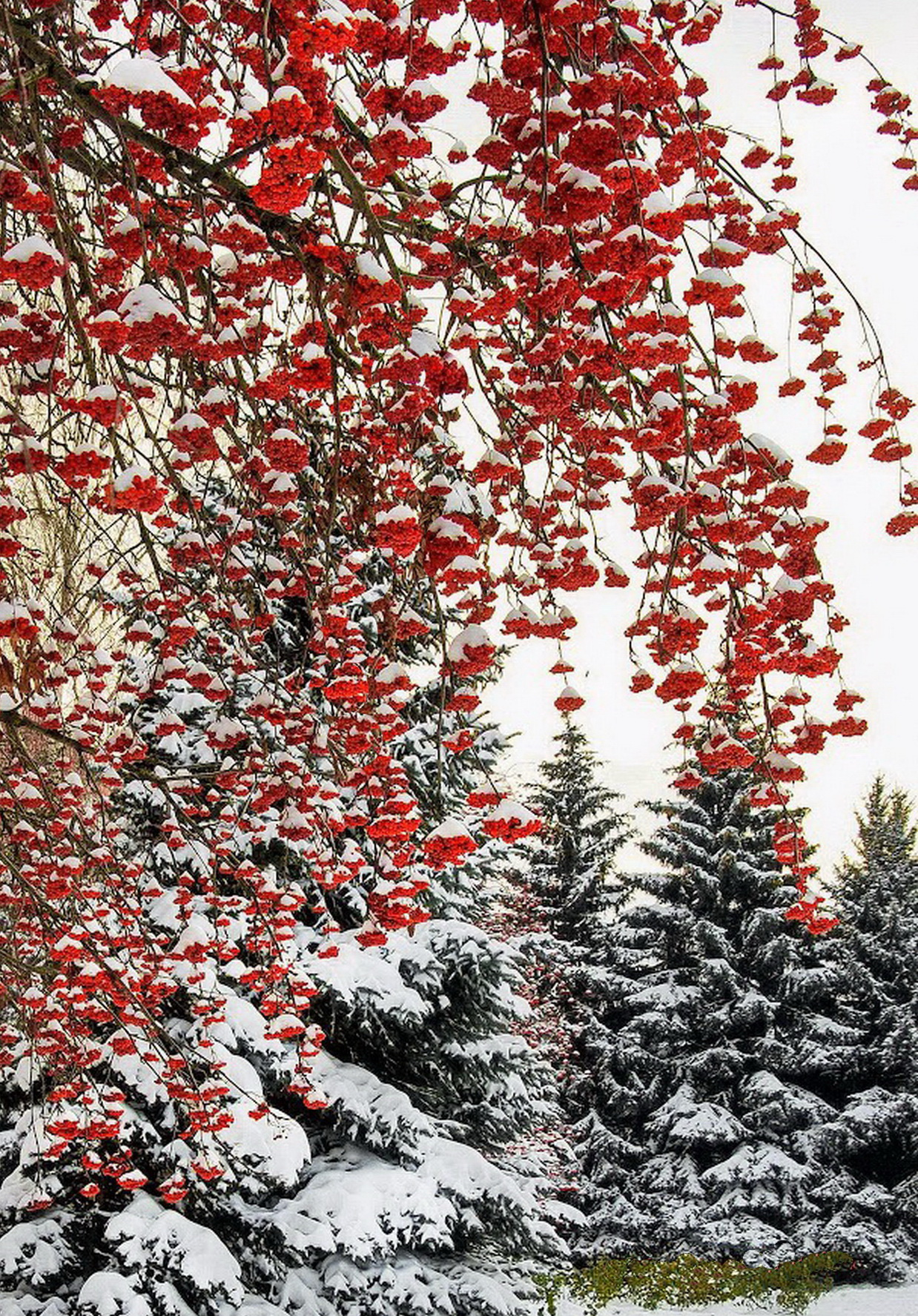
Горобина в сніжний день

### Природнийареал
- Європа
  - Північна Європа: Данія; Фінляндія; Ісландія; Ірландія; Норвегія; Швеція; Велика Британія
  - Середня Європа: Австрія; Бельгія; Чехія; Німеччина; Угорщина; Нідерланди; Польща; Словаччина; Швейцарія
  - Східна Європа: Білорусь; Україна (вкл. Крим); Російська Федерація — європейська частина, вкл. Передкавказзя, Дагестан;
  - Південно-Східна Європа: Албанія; Боснія і Герцеговина; Болгарія; Хорватія; Греція; Італія (вкл. Сицилія); Північна Македонія; Чорногорія; Румунія; Сербія; Словенія
  - Південно-Західна Європа: Франція (вкл. Корсика); Португалія; Іспанія
  - Макаронезія: Португалія — Мадейра
- Азія
  - Західна Азія: Туреччина, Південний Кавказ (Вірменія; Азербайджан);
  - Азійська частина Росії: Сибір (Алтайський край, Бурятія, Читинська область, Республіка Алтай, Іркутська область, Кемеровська область, Красноярський край, Курганська область, Новосибірська область, Омська область, Томська область, Республіка Тива, Тюменська область, Республіка Саха); Далекий Схід Росії (Амурська область, Камчатський край, Хабаровський край, Приморський край);
  - Монголія (північний схід);
  - Східна Азія: Китай (Ганьсу, Хебей, Хейлунцзян, Цзілінь, Ляонін, Внутрішня Монголія, Шеньсі, Шаньдун, Шаньсі); Корея;
- Північна Африка.

### Ареалнатуралізації
- Австралія
- Нова Зеландія
- Північна Америка
  - Канада
  - США

Культивується у багатьох регіонах.

### Поширення в Україні
Поширена на Поліссі, в північній частині Лісостепу, а також у Карпатах, гірському Криму. У культурі вирощують по всій Україні, крім степових районів. Заготовляють у Волинській, Рівненській, Житомирській, Київській, Чернігівській, Сумській, Закарпатській, Львівській, Івано-Франківській, Чернівецькій областях, у гірських районах Криму. Запаси сировини значні.

## Екологія
Горобина звичайна росте в підліску або другому ярусі хвойних, мішаних, зрідка листяних лісів, та лісових галявинах і узліссях. Тіньовитривала, морозостійка рослина. Цвіте в травні, плоди достигають у вересні.

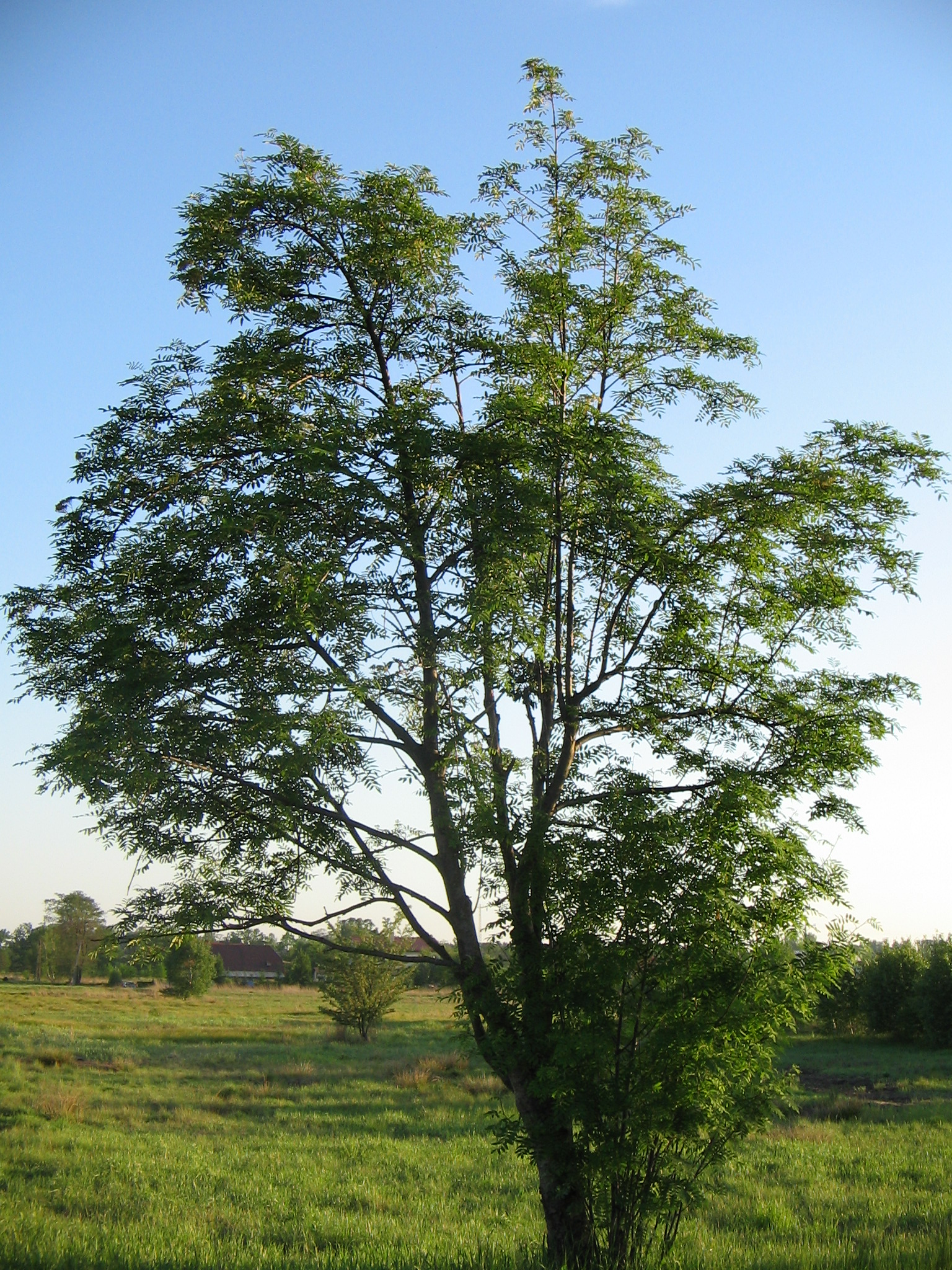
Горобина звичайна

## Практичне використання

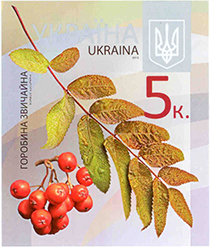
Українська марка із зображенням горобини звичайної.

Харчова, деревинна, медоносна, лікарська, танідоносна, фарбувальна, декоративна, фітомеліоративна рослина.
У плодів горобини є багато корисних властивостей. Ягоди червоної горобини містять багато: аскорбінової кислоти, навіть більше, ніж в цитрусових. Також в ній знаходяться: вітаміни К і Е; нікотинова кислота; рутин; рибофлавін; провітамін, А; глікозиди; пектини; гіркоти; дубильні речовини; ефірна олія тощо.
Завдяки такому багатому хімічному складу спостерігаються такі корисні властивості: кровоспинний; потогінний; сечогінний; жовчогінний.
Ягоди застосовують для поліпшення самопочуття при: діабеті; хворобах нирок і печінки; анемії; геморої; захворюваннях органів травної с
истеми; виразках; гастритах і коліках.
Плоди горобини використовують головним чином для переробки, у свіжому вигляді вживають у їжу. Вони добра сировина для лікеро-горілчаного, безалкогольного, кондитерського виробництва. При консервуванні з них готують желе, цукерки типу «горобина в цукрі», повидло, мармелад, варення, пастилу. Плоди сушать і з них виробляють «плодові порошки» і борошно, консервують.
Плоди горобини містять цукри (до 5 %), яблучну, лимонну, винну й бурштинову кислоти (2,5 %), дубильні (0,5 %) і пектинові (0,5 %) речовини, сорбіт і сорбозу, амінокислоти, ефірні олії, солі калію, кальцію, магнію, натрію. Плоди використовують як полівітамінний засіб і каротиновмісну сировину.
Наявність вітаміну Р ставить горобину на одне з перших місць серед інших плодових рослин. Препарати з плодів горобини знижують кількість жиру в печінці і холестерину в крові, порошок з плодів горобини підвищує резистентність кровоносних судин. Багаті плоди горобини і на вітамін С (до 160 мг%) та каротин (до 56 мг%).
Горобина має ядрову дрібнопористу червонувату деревину, з якої виготовляють токарні вироби і меблі.
Всі види горобини — середньопродуктивні весняні медоноси, що дають підтримуючий взяток, а також гарні пилконоси; нектаропродуктивність їх до 30—40 кг з 1 га.
Мед з горобини червонуватий, з сильним ароматом. На горобині часом виділяють падь медяниці (листоблішки).
У науковій медицині застосовують плоди горобини звичайної — Fructus Sorbi як полівітамінний, сечогінний і кровоспинний засіб, а плоди аронії — при лікуванні гіпертонії.

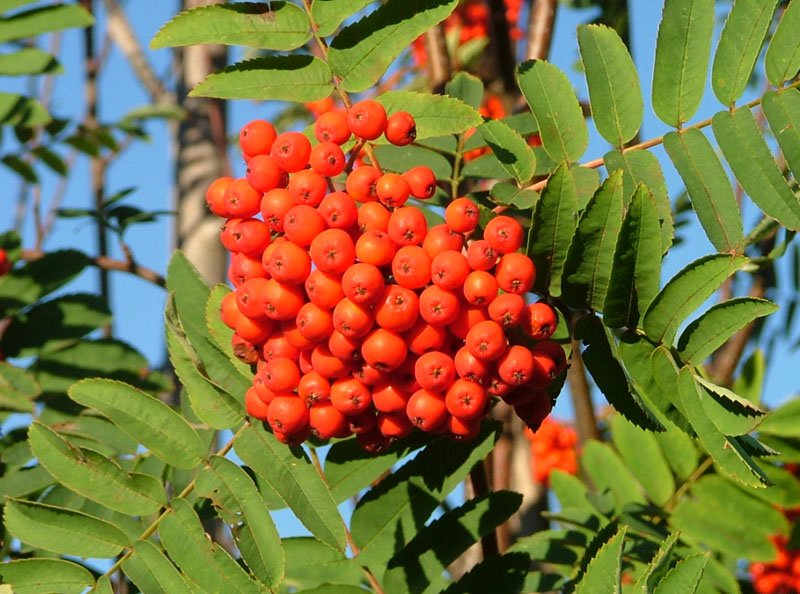
Плоди горобини звичайної.

У народній медицині використовують плоди й суцвіття горобини при сечокам'яній хворобі, порушенні обміну речовин, простуді, шлунково-кишкових захворюваннях, а відвар кори — при гіпертонії. Плоди горобини застосовують як сечогінний засіб.
Збирають ягоди в серпні, вересні. З плодів готують варення, джеми, різні десерти. Горобина широко використовується як лікарська рослина.
У ветеринарній практиці міцний відвар з плодів використовують при легеневих хворобах тварин. Кора горобини звичайної містить 7-11 % танідів, молоді гілки дають чорну фарбу.
Рослина дуже декоративна, особливо в період цвітіння та достигання плодів. Має багато декоративних форм, з яких особливо виділяється плакуча — з видовженими звисаючими до землі гілками; моравська — з вишуканою кроною і тонкими червоними гілками.
Важливим хімічним компонентом ягід горобини є пектини, здатні до желеутворення в присутності цукрів та органічних кислот. Пектини зупиняють надлишкове бродіння вуглеводів, що проявляється в пригніченні газоутворення в кишці. Желеутворювальні властивості пектинів сприяють зв'язуваню токсинів і виведення надлишку вуглеводів з організму.
Парасорбінова і сорбінова кислоти горобини гальмують ріст мікроорганізмів, грибів і плісняви, що дає можливість застосовувати їх як консерванти до харчових продуктів.
Горобина здавна застосовувалась як жовчогінний засіб, і лише недавно встановлено, що жовчогінні властивості пов'язані з сорбіновою кислотою і сорбітом. Сорбіт знижує рівень жиру в печінці і холестерину в крові. У механізм жовчогінної дії почергово включаються: подразнення сорбітом слизової оболонки 12-палої кишки, звільнення холецистокініна; скорочення жовчного міхура і одночасно розслаблення сфінктера Одді. Сорбіт виявився ефективним також при хронічному запорі, що супроводжується захворюванням жовчних шляхів. Він повільно всмоктується і діє як сольове послаблююче.
Амигдалін, який міститься в ягодах горобини, підвищує стійкість тварин до кисневого голодування. Він запропонований як препарат з радіо- і рентгенозахисною дією. В основі механізму дії амигдаліна лежить захист дихальних ферментів від розпаду шляхом утворення з ними тимчасового зв'язку. Амигдалін підвищує опірність організму до гіпоксії; крім того, є дані щодо участі амигдаліна у відновленні сульфгідрильних груп і захисті ліпідів від переокислення, що виправдовує застосування в народній медицині горобини при атеросклерозі.
Ягоди горобини застосовують в свіжому чи сушеному вигляді як лікувальний і профілактичний засіб при станах, що супроводжуються вітамінною недостатністю. Сік з свіжих ягід рекомендують при пониженій кислотності шлункового соку. Сухі і свіжі ягоди горобини застосовують як вітамінного засобу в сполученні з кропивою і шипшиною.
У харчовий раціон осіб з захворюванням на цукровий діабет і ожиріння додають овочі і фрукти багаті на пектини, в тому числі порошок із горобини, з метою зв'язування в кишковику частини вуглеводів. Рослина має протизапальні, гіпотензивні (знижує артеріальний тиск), спазмолітичні і кровоспинні властивості, сприяє зміцненню стінок капілярів. Вона також виявляє сечогінну і жовчогінну дію. Нещодавно з'явилась інформація, що настій листків рослини поліпшує роботу печінки, сприяє ефективнішому жовчовиділенню.
Надзвичайно корисно вживати сік чорноплідної горобини хворим на гіпертонію. Доведено, що плоди чорноплідної горобини позитивно впливають на процес кровотворення, тому їх призначають при його різних порушеннях. Лікування і профілактики внутрішніх кровотеч різного походження, зокрема в мозок, серце, сітківку ока; при стенокардії, гіпертонії, цукровому діабет. Склеротичному переродженні стінок кровоносних судин, гломерулонефрити, геморагічних діатезах, виразковій хворобі шлунка й дванадцятипалої кишки, при гастритах з пониженою кислотністю, виразковому коліті, проносах, хворобах печінки, плямистому тифі, сепсисі, тромбофлебітах, недостатньому зсіданні крові, геморої, ревматизмі, гельмінтозах, при капілярних крововиливах токсичного походження (отруєння миш'яковими сполуками, саліцилатами), сечокам'яній хворобі тощо, в поєднанні з вітаміном С.
Настоянки вживають при опіках і відмороженнях І І II ступенів — загоєння настає через 5—6 днів; при відмороженнях III ступеня, також при туберкульозі шкіри, вовчаку, виразки зарубцьовуються багато швидше. Діє болезаспокійливо, і тому вживають для лікування забитих місць, фурункулів, карбункулів, парапроктитів, гайморитів, трофічних виразок, грудниці (маститу), лускатого лишаю — у вигляді зрошувань, промивань, змазувань, тампонів (двічі на день), стерильних пов'язок на рани. Йод та фенокарболові кислоти, що містяться у рослині, використовують при комплексній терапії хворих на тиреотоксикоз (захворювання щитоподібної залози).
Рекомендується для групових і поодиноких насаджень, алей у парках, для озеленення вулиць. Плоди горобини звичайної — чудовий корм для диких птахів і звірів. У лісомеліоративних насадженнях ціниться як супутник дуба, приваблює плодами птахів.

## Збирання, переробка та зберігання
Плоди збирають разом з плодоніжками, зрізуючи ножицями або секатором, складають у кошики, ящики або відра. Для тривалого зберігання в свіжому вигляді плоди розкладають у приміщеннях шаром 9—16 см при температурі близько 0° і вологості повітря 80-85 %. Перед транспортуванням на пункти переробки плоди очищають від листків і плодоніжок, сортують і пакують у паперові мішки чи картонні ящики. Сушать плоди горобини в печах або сушарках при температурі 50-60°. Сухі плоди пакують у полотняні мішки вагою по 20—40 кг і зберігають у сухих приміщеннях на стелажах або дошках. Строк зберігання — до двох років.

## Хвороби і шкідники горобини
Горобина досить добре стійка до різних шкідників і хвороб. Значні пошкодження відзначаються лише в окремі роки. На дереві горобини зустрічаються такі шкідники, як пилильщики, гусениці совок, кліщі. На квітках дерева поселяються квіткоїд, а на плодах і гілках горобинова моль, яблуневий плодовий пильщик і короїди. Урожай горобини значно серйозно знижують птиці. Птахи — найбільший ворог для горобинових плодів. З ними дуже важко боротися, тому що пернаті використовують ягоди для своєї годівлі, особливо в холодну пору року. Серед інших шкідників варто відзначити: кліщів; короїдів; моль і т. д. Хоча горобина червона практично не схильна до захворювань, але найбільшої шкоди приносять саме шкідники. З ними можна боротися як народними способами, так і купленими хімічними препаратами.